# Maison de Stevan Sremac à Sokobanja
La maison de Stevan Sremac à Sokobanja (en serbe cyrillique : Кућа Стевана Сремца у Сокобањи ; en serbe latin : Kuća Stevana Sremca u Sokobanji) se trouve à Sokobanja et dans le district de Zaječar, en Serbie. Elle est inscrite sur la liste des monuments culturels protégés de la république de Serbie (identifiant no SK 761),.

## Présentation

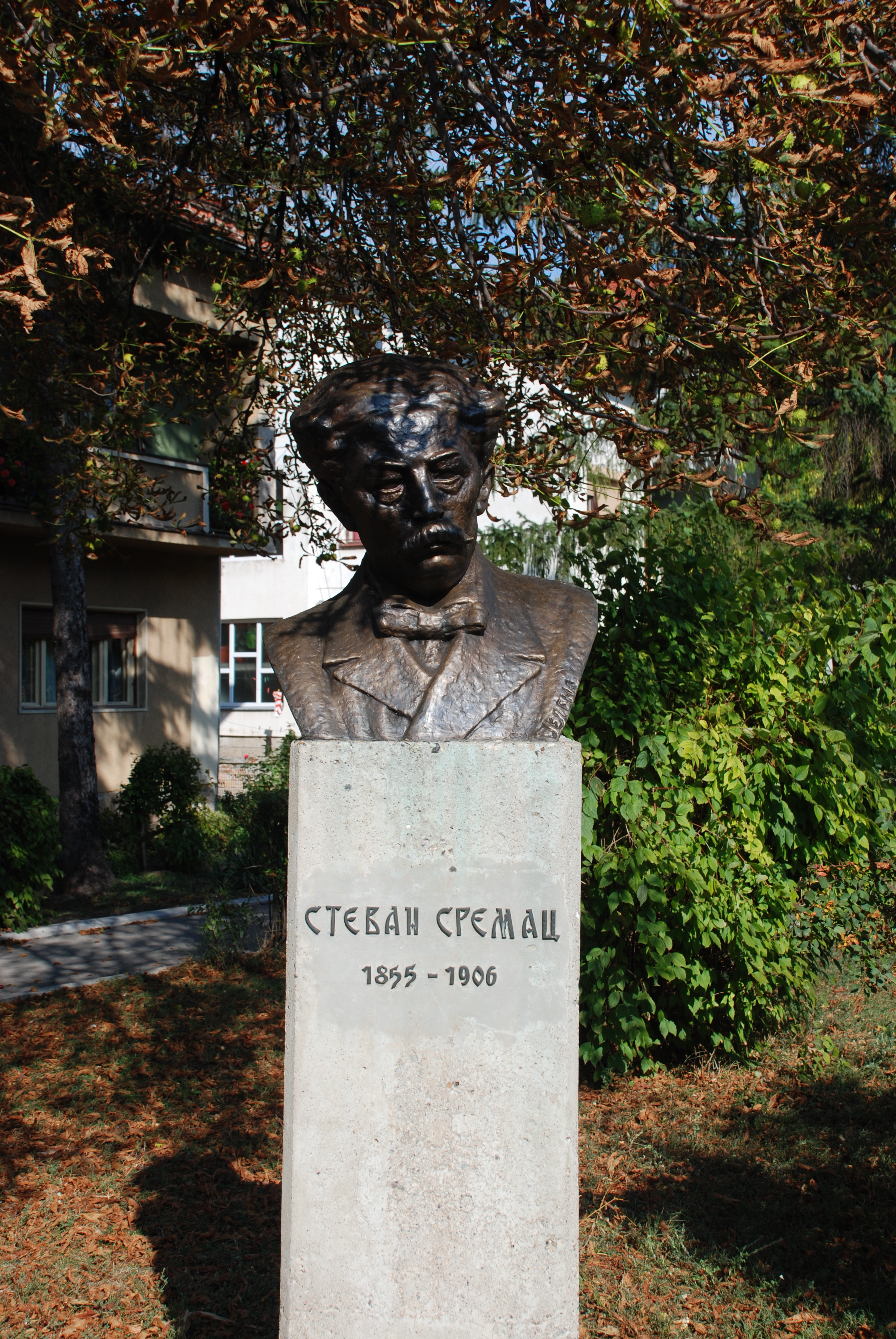
Buste de Stevan Sremac en face de la maison.

La maison, située 20 rue Dragovićeva, a été construite dans la seconde moitié du XIXe siècle. L'écrivain Stevan Sremac y a séjourné et y est mort en 1906.
De petite dimension, la maison mesure 5 × 12 m ; elle se compose d'un simple rez-de-chaussée avec un hall d'entrée, deux pièces et une cuisine et c'est là que vivaient les propriétaires. La partie sur cour, elle, se compose d'une pièce et d'une cuisine qui étaient louées aux clients de la station thermale de Sokobanja. C'est dans cette partie qu'a séjourné et qu'est mort Stevan Sremac.
La maison se compose d'un rez-de-chaussée peu élevé dont les murs sont constitués de colombages avec un remplissage en pisé ; à l'origine ces murs étaient enduits de boue. Le toit à quatre pans est aujourd'hui recouvert de tuiles. Les deux cuisines étaient dotées d'un sol en briques et de vieilles cheminées suspendues.
Sur la maison a été apposée une plaque commémorative avec l'inscription suivante : « L'écrivain serbe Srevan Sremac est décédé à Sokobanja le 12 août 1906 ».